# Poddubówek
Poddubówek est un village polonais du district administratif de Suwałki, dans le powiat de Suwałki, voïvodie de Podlachie, au nord-est du pays. 
Il est situé à environ 7 km au sud-ouest de Suwałki et à 105 km au nord de la capitale régionale Białystok.